# Алис Саломон
Алис Саломон (19. априла 1872. у Берлину - 30. августа 1948. у Њујорку) била је немачка социјална реформаторка и пионирка социјалног рада као академске дисциплине. Њена улога била је толико важна за немачки социјални рад да је Немачка пошта издала пригодну поштанску марку са њеним ликом 1989. године. По њој су названи универзитет, парк и трг у Берлину.

## Живот и каријера
Алис Саломон је била треће од осморо деце и друга ћерка Алберта и Ане Саломон. Као и многим девојкама из богатих породица у овом периоду, ускраћено јој је даље образовање, упркос амбицији да постане учитељица. Ово се завршило 1893. године када је имала 21 годину, а у својој аутобиографији је забележила да је то „када је њен живот почео“.
1900. придружила се Федерацији немачких женских удружења. С временом је изабрана за заменицу председавајуће и задржала је ову улогу до 1920. (Председавајућа је била Гертруда Баумер ). Организација је подржавала сиромашне, напуштене или самохране мајке и имала је за циљ да спречи занемаривање њихове деце.
Од 1902. до 1906. године студирала је економију на Универзитету Фридрих Вилхелм у Берлину, иако није имала одговарајућу квалификацију. Њене публикације биле су довољне за улаз на универзитет. Докторирала је 1908. дисертацијом под насловом „Узроци неједнакости у платама између мушкараца и жена“. Такође, ове године основала је "Социјалну женску школу“ у Берлину, која је 1932. године преименована у „Алис Саломон“ и сада се зове "Колеџ Алис Саломон у Берлину".
1909. постала је секретар Међународног савета жена. Из јудаизма је прешла у лутеранизам 1914. 1917. постављена је за председавајућу Конференције немачких женских социјалних школа коју је сама основала; до 1919. године сачињавало је шеснаест школа.
1920. дала је отказ у Федерацији немачких женских удружења због страха од антисемитске пропаганде. Пет година касније, основала је Немачку академију за социјални и образовни рад жена, којом је управљала Хилда Лион . Предавачи у овој институцији били су Алберт Ајнштајн, Карл Густав Јунг, Хелена Вебер и друге сличне еминенције.
Крајем 1920-их и почетком 1930-их, ова организација је објавила тринаест монографија о социјалним и економским условима са којима се суочавају сиромашни у Немачкој. За 60. рођендан Алис Саломон је добила почасни докторат Берлинског универзитета и сребрну државну медаљу пруског државног министарства.

### Период нацизма
1933. године када је ступила на власт, нацистичка партија јој је одузела све канцеларије и шест година касније, када је имала 65 година, суочила се са испитивањем Гестапа . Нацистима је сметало њено јеврејско порекло, њене хришћанске хуманистичке идеје, њен пацифизам и међународна репутација. Протерана је из Немачке, гдје је водила одбор за помоћ јеврејским емигрантима.
Отишла је у Њујорк, одузели су јој немачко држављанство и два доктората. 1944. постала је америчка држављанка. Годину дана касније била је почасна председница Међународне федерације жена и Међународне асоцијације школа социјалног рада.
Умрла је у Њујорку.

## Занимљивости
19. априла 2018. Гугл је обележио њен 146. рођендан.